# Oxydia mundata
Oxydia mundata är en fjärilsart som beskrevs av Achille Guenée 1858. Oxydia mundata ingår i släktet Oxydia och familjen mätare. Inga underarter finns listade i Catalogue of Life.